# Ріу-Прету-да-Ева (мікрорегіон)
Ріу-Прету-да-Ева (порт. Microrregião de Rio Preto da Eva) — мікрорегіон в Бразилії, входить в штат Амазонас. Складова частина мезорегіону Центр штату Амазонас. Населення становить 52 894 особи на 2010 рік. Займає площу 31 235,432 км². Густота населення — 1,69 осіб/км².

## Демографія
Згідно з даними, зібраними в ході перепису 2010 р. Національним інститутом географії і статистики (IBGE), населення мікрорегіону становить:
| Повне населення                               | Повне населення                               | Повне населення                               | Повне населення                               | 52 894 |
| --------------------------------------------- | --------------------------------------------- | --------------------------------------------- | --------------------------------------------- | ------ |
| в тому числі:                                 | Міське населення                              | 25 206                                        | Відсоток міського населення, %                | 47,65  |
|                                               | Сільське населення                            | 27 688                                        | Відсоток сільського населення, %              | 52,35  |
|                                               | Чоловіче населення                            | 27 756                                        | Відсоток чоловічого населення, %              | 52,47  |
|                                               | Жіноче населення                              | 25 138                                        | Відсоток жіночого населення, %                | 47,53  |
| Густота населення, осіб/км²                   | Густота населення, осіб/км²                   | Густота населення, осіб/км²                   | Густота населення, осіб/км²                   | 1,69   |
| Населення мікрорегіону в % до населення штату | Населення мікрорегіону в % до населення штату | Населення мікрорегіону в % до населення штату | Населення мікрорегіону в % до населення штату | 1,52   |

## Склад мікрорегіону
До складу мікрорегіону включені наступні муніципалітети:
1. Презіденті-Фігейреду
2. Ріу-Прету-да-Ева

| Бразилія | Це незавершена стаття з географії Бразилії. Ви можете допомогти проєкту, виправивши або дописавши її. |